# Girugamesh (album)
Girugamesh – drugi album zespołu Girugamesh wydany 26 grudnia 2007 roku. Limitowane i podstawowe wydanie mają różną zawartość, podobnie jak europejska wersja zawierająca trzy dodatkowe utwory zespołu z poprzedniego EP, Reason of Crying. Podstawowe wydanie zawiera trzynaście utworów. Zostało wydane na iTunes jednocześnie z japońskim wydaniem. Limitowane wydanie zawiera tylko dziesięć utworów, ale zostało uzupełnione o DVD z dwoma teledyskami do "Vermillion", "Kowareteiku Sekai" i zdjęciami zza kulis.

## Muzyka
Album ma przede wszystkim cięższe brzmienie niż ich poprzedni album, z bardziej "agresywnym, destrukcyjnym, i mocnym" dźwiękiem. Zespół współpracował przy "Patchwork", "Stupid" i "Crazy-Flag" z kolegami z wytwórni Tatsurou i Miya z Mucc (Miya jako koproducent albumu).
Teksty w albumie poruszają często kontrowersyjne tematach, takiej jak wojna i nienawiść. Autor tekstów, Satoshi, stwierdził, że jego teksty były często pisane w trakcie tournée i "główną inspiracją są różne sytuacje i relacje międzyludzkie". Muzyka, głównie skomponowana przez Ryo, była często tworzona podczas "siedzenia w domu i gry na fortepianie, gitarze lub perkusji", a jej celem było "zrobić piosenkę krótszą i bardziej efektywną" z ciężkim brzmieniem.

## Lista utworów

### Podstawowe wydanie
Słowa autorstwa Satoshi'ego.
| Nr  | Tytuł                                      | Muzyka | Czas |
| --- | ------------------------------------------ | ------ | ---- |
| 1.  | "Intro"                                    |        | 1:38 |
| 2.  | "Patchwork"                                | Ryo    | 3:24 |
| 3.  | "Vermillion"                               | Ryo    | 3:10 |
| 4.  | "Stupid"                                   | Ryo    | 1:44 |
| 5.  | "Barricade" (バリケード)                   | Ryo    | 2:54 |
| 6.  | "Shining"                                  | Ryo    | 3:54 |
| 7.  | "Shiroi Ashiato" (白い足跡)                | Shuu   | 4:07 |
| 8.  | "Crazy-Flag"                               | Ryo    | 3:35 |
| 9.  | " 'Shoujo A' " (｢少女A｣)                   | Ryo    | 3:01 |
| 10. | "Rocker's"                                 | Nii    | 3:17 |
| 11. | "Dance Rock Night"                         | Shuu   | 2:59 |
| 12. | "Domino" (ドミノ)                          | Ryo    | 3:50 |
| 13. | "Kowarete Iku Sekai" (壊れていく世界)      | Ryo    | 6:30 |
| 14. | "Real My Place" (europejska edycja)        | Ryo    | 3:47 |
| 15. | "Crime" (Crime -罪-) (europejska edycja)   | Ryo    | 4:03 |
| 16. | "Freesia" (フリージア) (europejska edycja) | Nii    | 4:23 |

### Limitowana edycja
Słowa autorstwa Satoshi'ego.
Dysk pierwszy (CD)
| Nr  | Tytuł                                 | Muzyka | Czas |
| --- | ------------------------------------- | ------ | ---- |
| 1.  | "Intro"                               |        | 1:38 |
| 2.  | "Patchwork"                           | Ryo    | 3:24 |
| 3.  | "Vermillion"                          | Ryo    | 3:10 |
| 4.  | "Stupid"                              | Ryo    | 1:44 |
| 5.  | " 'Shoujo A' " (｢少女A｣)              | Ryo    | 3:01 |
| 6.  | "Crazy-Flag"                          | Ryo    | 3:35 |
| 7.  | "Shining"                             | Ryo    | 3:54 |
| 8.  | "Shiroi Ashiato" (白い足跡)           | Shuu   | 4:07 |
| 9.  | "Rocker's"                            | Nii    | 3:17 |
| 10. | "Kowarete Iku Sekai" (壊れていく世界) | Ryo    | 6:30 |

Dysk drugi (DVD)
| Nr | Tytuł                          | Czas |
| -- | ------------------------------ | ---- |
| 1. | "Vermillion" (teledysk)        | 3:24 |
| 2. | "Kowareteiku Sekai" (teledysk) | 6:06 |

## Artyści
- Satoshi – wokal, autor tekstu
- Nii – gitara, kompozytor
- ShuU – gitara basowa, kompozytor
- Яyo – perkusja, kompozytor
- Tatsurou (Mucc) – chórek ("Patchwork")
- Miya (Mucc) – chórek ("Stupid", "Crazy-Flag"), koproducent
- Masahiro Oishi – producent wykonawczy
- Tetsuya Tochigi – nagrywanie dźwięku, miksowanie
- Makoto Toonosu – mastering
- Tomoya Sakurai – dyrektor artystyczny
- Severin Schweiger – fotograf
- Taro Otani – "doradca duszy"